# NGC 6859
NGC 6859 é um sistema estelar triplo na direção da constelação de Aquila. O objeto foi descoberto pelo astrônomo George Bond em 1852, usando um telescópio refrator com abertura de 15 polegadas. 